# Hesychotypa ableptema
Hesychotypa ableptema är en skalbaggsart som beskrevs av Martins och Maria Helena M. Galileo 1990. Hesychotypa ableptema ingår i släktet Hesychotypa och familjen långhorningar. Inga underarter finns listade i Catalogue of Life.